# سونیا هنی
سونیا هنی (به نروژی: Sonja Henie) ورزشکار زن رشتهٔ پاتیناژ نمایشی اهل کشور نروژ است. وی در بین سال‌های ‎۱۹۲۸ تا ۱۹۳۶ میلادی در مسابقات بازی‌های المپیک زمستانی در مجموع ۳ مدال طلا را کسب کرد.